# Así soy yo (álbum de Anaís)
Así soy yo es el álbum debut de la ganadora de la segunda edición de Objetivo Fama. Anaís contiene el éxito "Lo que son las cosas". En este álbum fue lanzado al mercado por la empresa discográfica Univision Records el 18 de abril de 2006.

## Lista de canciones
1. "Atrapada" - 3:24
2. "Estoy Con Él Y Pienso En Ti" - 3:49
3. "Lo Que Son Las Cosas" - 4:03
4. "Estar Contigo" - 3:23
5. "Sexo, Sexo (A Dúo Con La Sister)" - 3:59
6. "No Quiero Sufrir" - 4:27
7. "Suelta" - 3:31
8. "¿Cómo Olvidarte?" - 3:55
9. "¿Qué Te Pedí?" - 3:32
10. "Así Es El Amor" - 3:23
11. "Atrapada (Remix) (A Dúo Con Bimbo)" - 4:13
12. "Lo Que Son Las Cosas (Versión Reggaetón) (Con La Colaboración De Voltio)" - 3:49
13. "Lo Que Son Las Cosas (Versión Duranguense) (Con La Colaboración De Alacranes Musical)" - 2:59
14. "Lo Que Son Las Cosas (Versión Salsa)" - 3:41
15. "Lo Que Son Las Cosas (Versión Techno)" - 3:27
16. "Estoy Con Él Y Pienso En Ti (Versión Reggaetón)" - 2:39
17. "Estoy Con Él Y Pienso En Ti (Versión Salsa)" - 4:17

## CD / DVD álbum
- CD

1. "Atrapada" - 3:24
2. "Estoy Con Él Y Pienso En Ti" - 3:49
3. "Lo Que Son Las Cosas" - 4:03
4. "Estar Contigo" - 3:23
5. "Sexo, Sexo (A Dúo Con La Sister)" - 3:59
6. "No Quiero Sufrir" - 4:27
7. "Suelta" - 3:31
8. "¿Cómo Olvidarte?" - 3:55
9. "¿Qué Te Pedí?" - 3:32
10. "Así Es El Amor" - 3:23
11. "Atrapada (Remix)" - 4:13
12. "Lo Que Son Las Cosas (Versión Reggaetón)" - 3:49
13. "Lo Que Son Las Cosas (Versión Duranguense)" - 2:59
14. "Lo Que Son Las Cosas (Versión Salsa)" - 3:41
15. "Lo Que Son Las Cosas (Versión Techno)" - 3:27
16. "Estoy Con Él Y Pienso En Ti (Versión Reggaetón)" - 2:39
17. "Estoy Con Él Y Pienso En Ti (Versión Salsa)" - 4:17

- DVD

1. Videos
Lo Que Son Las Cosas"
"Atrapada"
2. Detrás de Cámaras
"Lo Que Son Las Cosas"
3. En el Estudio
"Atrapada"
"Lo Que Son Las Cosas"
4. La Historia
Escenas de su participación en "Objetivo Fama"
5. Galería de Fotos

## Trayectoria en las listas

### Álbum
| Listas (2006) Sencillos |    |
| ----------------------- | -- |
| U.S. Latin Pop Albums   | 7  |
| U.S. Top Latin Albums   | 11 |
| U.S. Top Heatseekers    | 12 |

#### Trayectoria en las listas
| Posición | 11 | 14 |

| Posición | 12 | 12 |

### Sencillos
| Listas                              | Posición               |
| "Lo Que Son Las Cosas"              | "Lo Que Son Las Cosas" |
| ----------------------------------- | ---------------------- |
| U.S. Hot Latin Tracks               | 1                      |
| U.S. Latin Tropical Airplay         | 1                      |
| World Latin Top 30 Singles          | 1                      |
| U.S. Latin Pop Airplay              | 6                      |
| U.S. Latin Regional Mexican Airplay | 11                     |
| World Airplay Official Top 100      | 62                     |
| U.S. Billboard Hot 100              | 79                     |
| "Estoy Con Él Y Pienso En Ti"       |                        |
| U.S. Latin Tropical Airplay         | 5                      |
| U.S. Hot Latin Tracks               | 7                      |
| U.S. Latin Pop Airplay              | 10                     |
| U.S. Latin Tropical Airplay         | 31                     |

#### Trayectoria en listas
"Lo Que Son Las Cosas"
| Posición | 7 | 4 | 1 | 1 | 1 | 1 | 2 | 3 | 3 | 3 | 5 | 8 | 8 | 6 | * |  |  |  |  |  |

* Salió del Chart
| Posición | 81 | 74 | 66 | 65 | 62 | 64 | ? | ? | 65 | 67 | 67 | 72 | 86 | 89 | * |  |  |  |  |  |

* Salió del Chart
| Posición | 79 | 97 | 100 |

- Datos: Q4812239